# 1975
1975 (MCMLXXV) var ett normalår som började en onsdag i den gregorianska kalendern.

## Händelser

### Januari

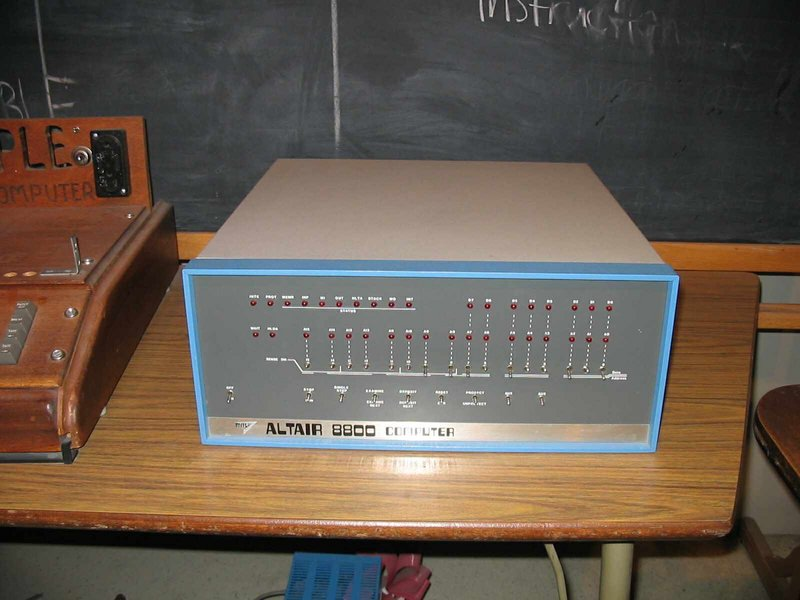
Altair 8800 släpps och startar mikrodatorrevolutionen.

- Vintern - Den svenska fri- och rättighetsutredningen lägger fram sitt betänkande. Man vill att en särskild målsättningsparagraf med de sociala rättigheterna skall införas i regeringsformen. Man vill också, att domstolar och myndigheter skall pröva grundlagsenligheten i sitt agerande. Utredningen blir starkt kritiserad.
- 1 januari
  - Den nya svenska regeringsformen träder i kraft.[1] Kungens roll blir symbolisk. Kommunernas rätt till självstyre och beskattning grundlagsfästs. Regeringsformen omfattar 13 kapitel med grundläggande bestämmelser om Sveriges statsskick. Här fastslås, att all offentlig makt utgår från folket, att folkstyrelsen bygger på fri åsiktsbildning och att alla människor är lika inför lagen och har lika rösträtt.
  - Sverige inför en lag på att alla i bilens framsäte måste använda bältet under färd, även om de fyllt 15[2].
- 3 januari
  - Sveriges regering håller sin första konselj enligt 1974 års regeringsform [3].
  - Den svenska rösträttsåldern sänks från 20 till 18 år [4].
- 6 januari – Japanska supertankern Showa Maru går på grund i Malackasundet och cirka 3 500 ton olja läcker ut och vållar svåra skador på djurliv och stränder[5].
- 7 januari – OPEC höjer priset på råolja med 10 procent.
- 9 januari – Universiteten i Uppsala och Linköping startar för första gången 20-poängskurser i ämnet könsroller[6].
- 10 januari – Det svenska riksmötet öppnas nu med en enkel ceremoni i riksdagens sal. Trontalet ersätts också av en regeringsdeklaration uppläst av statsministern[7].
- 17 januari – 7 personer omkommer då en isländsk helikopter störtar [8].
- 25 januari – 11 personer omkommer då ett brittiskt fartyg förliser vid Englands kust [8].
- Januari – Datorn Altair 8800 släpps och startar mikrodatorrevolutionen.

### Februari

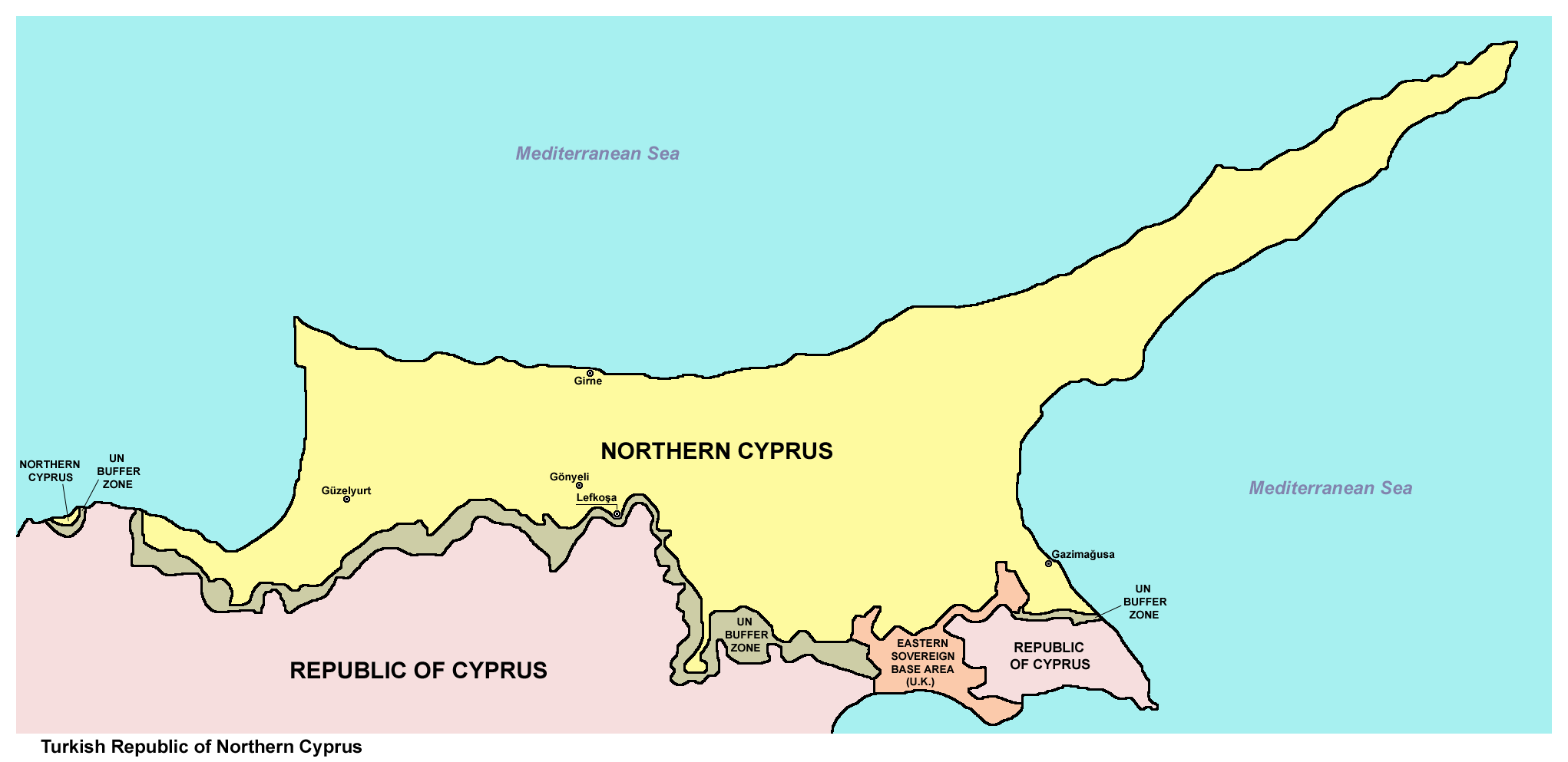
Nordcypern.

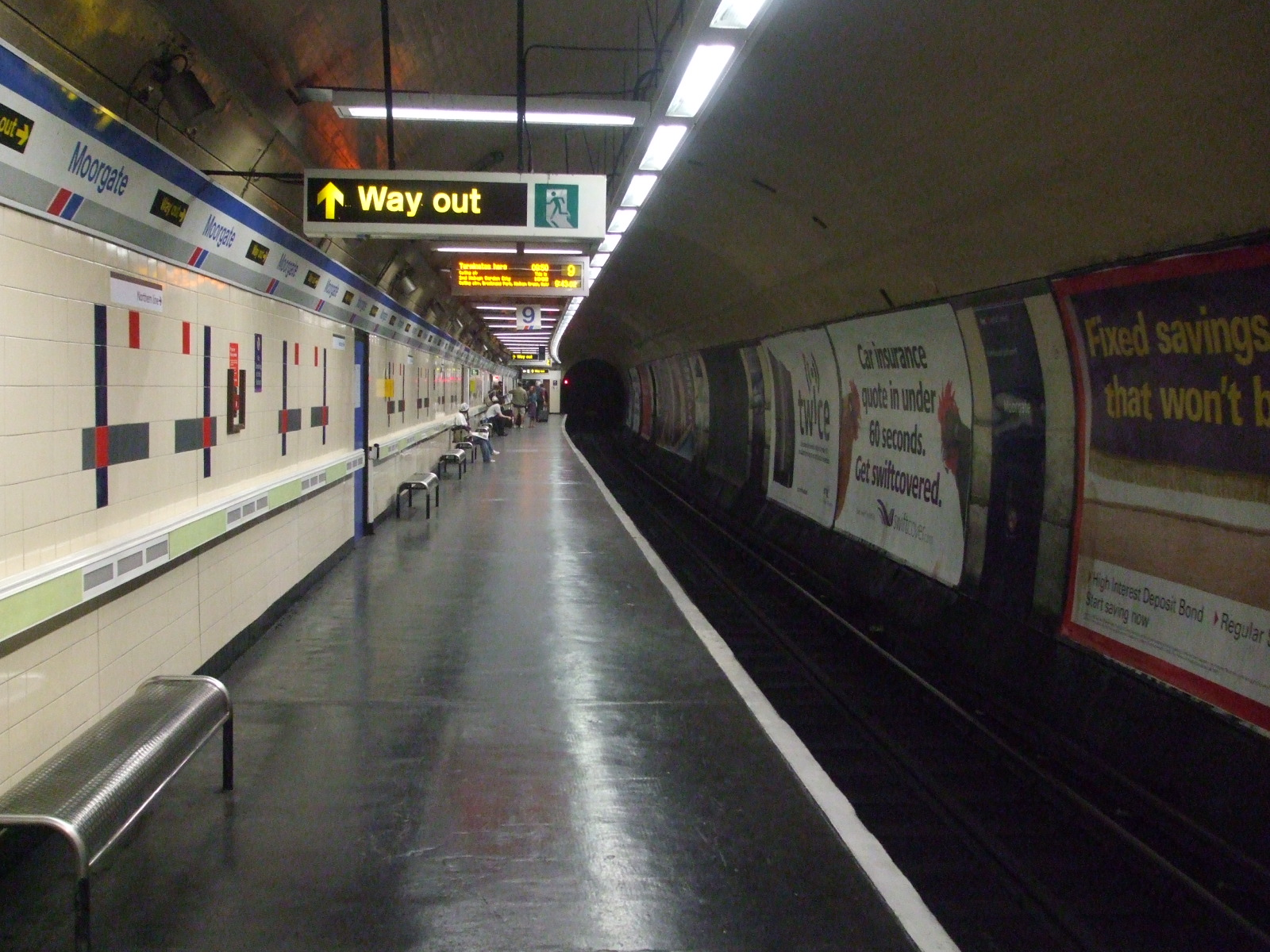
Tunnelbaneolyckan i Moorgate.

- 6 februari – Sverige inför, som första land i världen, förbud mot insektsgiftet diklordifenyltrikloretan (DDT) [4].
- 11 februari – Margaret Thatcher efterträder konservative Edward Heath som ny brittisk partiledare [9].
- 13 februari
  - Turkcyprioternas ledare Rauf Denktash utropar en separat turkcypriotisk stat inom den cypriotiska federationen [9].
  - Lars Werner efterträder C. H. Hermansson som ledare för det svenska politiska partiet VPK [9].
- 27 februari – 27 personer omkommer då två expresståg kolliderar norr om Lillehammer, Norge [8].
- 28 februari – 43 personer omkommer då ett tunnelbanetåg kör in i en blindtunnel och krossas mot en bergvägg i London i England i Storbritannien.[10]

### Mars
- 6 mars – Livsmedelskoncernen Fazer köper upp Mazetti.[11]
- 16 mars – Rymdsonden Mariner 10 flyger förbi planeten Merkurius.
- 21 mars – Etiopien avskaffar monarkin.[12]
- 22 mars – En alternativ musikfestival, Alternativ festival 75, arrangeras samtidigt som Eurovision Song Contest i Stockholm. Sveriges Radio-TV sänder båda arrangemangen parallellt.
- 24 mars – Ingemar Stenmark, Sverige vinner slalom- och storslalomcuperna när säsongens världscup i alpin skidåkning summeras [9].
- 25 mars – Saudiarabiens kung Feisal mördas i sitt palats av sin brorson, som döms till döden och halshuggs offentligt [13].
- 27 mars – Arbetet med att konstruera USA:s första rymdfärja Columbia påbörjas.
- 31 mars – 5 personer omkommer och ett 40-tal skadas då en bil kör in i ett expresståg utanför Mjölby, Sverige [8].
- Mars – Jugoslaviens ledare Josip Broz (Tito]) kommer på statsbesök till Sverige.
- Våren - Den svenska regeringen lägger fram en proposition om fri- och rättighetsfrågan där lagprövningen har tagits bort.

### April

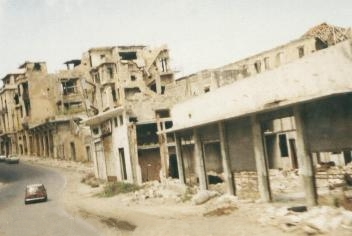
Inbördeskriget i Libanon.

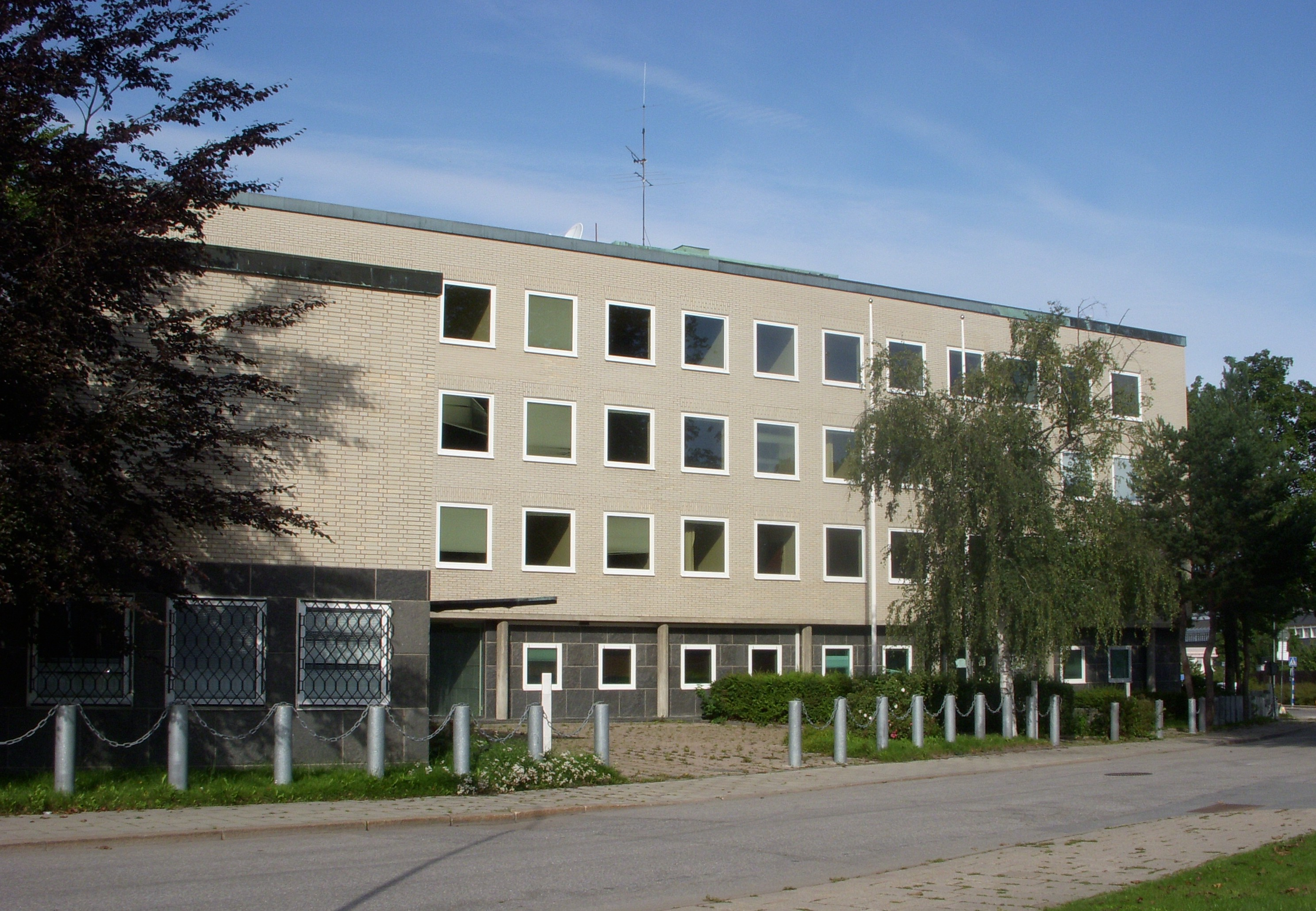
Ambassadockupationen i Stockholm 1975.

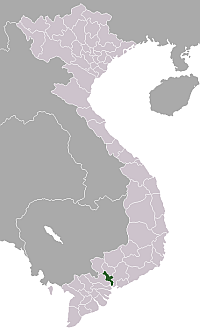
Saigons fall avslutar Vietnamkriget.

- 1 april – Amerikanska forskare konstaterar att drivgasen freon, använd i bland annat sprayflaskor, är ett allvarligt miljöhot som angriper ozonlagret i jordens atmosfär [9].
- 2 april – 27 personer dödas då en fransk turistbuss störtar ner i en ravin [8].
- 3 april –  USA:s president Gerald Ford meddelar att amerikanska fartyg, helikoptrar och marinsoldater skickats iväg för att evakuera amerikaner och flyktingar från Indokinakonflikten [14].
- 4 april – Ett amerikanskt transportflygplan med bland andra 243 hemlösa sydvietnamesiska barn samt deras vårdare störtar strax efter start i Saigon, Sydvietnam och 150 barn och ett 30-tal vårdare omkommer [8].
- 9 april – Svenske centerledaren Thorbjörn Fälldin förklarar att partiet inte går med i en regering som föreslår fler än de fem kärnkraftverk som redan är igång i Sverige [7].
- 12 april –  USA:s president Gerald Ford meddelar att han beordrat soldater att evakuera amerikanska soldater från Kambodja [14].
- 13 april – Ett attentatsförsök mot de kristna falangisterna blir inledningen på Inbördeskriget i Libanon.
- 17 april – Röda khmererna tågar in i Phnom Penh [15].
- 24 april – Övervåningen på Västtysklands ambassad i Stockholm sprängs av ockuperande terrorister ur den västtyska Röda armé-fraktionen, och sammanlagt dödas fyra personer [9]. Ockupanterna är sex stycken, och kräver att 26 terrorister ur deras egen organisation som sitter fängslade i Västtyskland skall friges. När västtyska regeringen vägrar skjuter de två ur gisslan, övriga i gisslan räddas ur eldhavet, och fyra terrorister överlever [6]. Bland gisslan finns ambassadören. Ockupationen avbryts när terroristernas egna sprängladdningar exploderar.
- 26 april – LO och SAF undertecknar det dyraste avtalet någonsin i Sverige, 30 procents löneökning på två år [7].
- 28 april – Socialdemokraterna och moderaterna driver igenom beslut om ytterligare utbyggnad av den svenska kärnkraften [7] från fem till 13 reaktorer.
- 30 april – Sydvietnams huvudstad Saigon faller till FNL efter ett nordvietnamesiskt anfall. USA:s sista soldater ger sig av, och kriget upphör [9]. USA:s president Gerald Ford meddelar att en styrka på 70 helikoptrar och 865 marinsoldater evakuerat över 1 400 amerikanska medborgare och 5 500 tredje land-medborgare och sydvietnameser från landningszonerna vid USA:s ambassad i Saigon och Tan Son Nhat-flygfältet [14].

### Maj
- 14 maj – Sveriges riksdag slår fast att etniska minoriteter ska ges rätt att själva välja i vilken utsträckning de vill assimileras i den svenska kulturen.[16]
- 15 maj
  - USA:s president Gerald Ford meddelar att han beordrat amerikanska styrkor att återta handelsfartyget SS Mayaguez, som under resa mellan Hongkong och Thailand med amerikansk besättning bordades av kambodjanska patrullbåtar på internationellt vatten och tvingades åka till närliggande ö [14].
  - Vid Norrköping, Sverige kolliderar ett södergående expresståg och ett norrgående pendeltåg, och åtta personer dödas, bland dem finns skolbarn [17]. 7 personer skadas svårt, och en av dem avlider [8].
- 16 maj
  - Det svenska statsrådet Carl Lidbom föreslår att svenska föräldrar efter skilsmässa ska kunna dela vårdnaden av barnen [13].
  - I Floda kyrka hålls minnesgudstjänst för de omkomna i gårdagens tågolycka vid Norrköping [17].
  - Japanskan Junko Tabei når som första kvinna toppen av Mount Everest.
- 19 maj – En rättegång inleds, där USA anklagar IBM för monopolsträvanden, vilken pågår till 1982.
- 27 maj – Den kärnkraftspolitiska debatten börjar på allvar när socialdemokrater och moderater driver igenom ett beslut i Sveriges riksdag om att bygga ut två reaktorer till, 11 reaktorer har redan beslutats [9].
- 28 maj – Sveriges riksdag beslutar att ökningen av energiåtgärden skall begränsas till 2 % per år [6].
- 28 maj - – Linköpings högskola blir universitet.
- 29 maj – Oljeraffinaderiet Scanraff utanför Lysekil, Sveriges dittills största enskilda investering, invigs.
- Maj
  - Stockholm drabbas hårt av en soparbetarstrejk.
  - Sverigehuset i Paris utsätts för ett bombattentat.

### Juni

Moçambique.

- 5 juni – Suezkanalen öppnas igen, efter att ha varit stängd sedan Sexdagarskriget 1967 [13].
- 8 juni – 36 personer omkommer då två pendeltåg krockar söder om München, Bayern, Västtyskland [8].
- 15 juni – 22 personer omkommer då en buss kör av vägen i Österrike [8].
- 12 juni – Indiens premiärminister Indira Gandhi förklaras skyldig till korruption, och svarar med att införa undantagstillstånd [13].
- 25 juni – Moçambique självständigt från Portugal [18].
- 28 juni – 107 personer omkommer då ett amerikanskt flygplan kraschlandar vid landningen i New York.[8]

### Juli
- Juli–augusti – Sverige drabbas av en värmebölja [19].
- 1 juli – Svenske löparen Anders Gärderud sätter världsrekord på 3 000 meter med tiden 8.09.8 [6].
- 3 juli – När banken i Hanaskog utanför Kristianstad rånas används larmkamera för att filma rånarna [20].

Komorerna.

- 6 juli – Komorerna förklaras självständigt från Frankrike.[21]
- 17 juli - Apollo-Sojuz-testprojektet. Dockning mellan en amerikansk och en sovjetisk rymdfarkost.

### Augusti
- 2 augusti – Socialistinternationalen samlas på Haga slott [22].
- 3 augusti – 188 personer omkommer då ett marockanskt flygplan störtar i Atlasbergen [8].
- 3 augusti – Finland vinner friidrottslandskampen för herrar mot Sverige i Stockholm [23].
- 15 augusti – Den 21-åriga afroamerikanska kvinnan Joan Little(en) frias av en enig jury från mord på en vit fångvaktare i Beaufort County jail i Washington, North Carolina. Hon hävdade att hon handlat i självförsvar då fångvaktaren våldtagit henne under hot med en ishacka.[13][24]
- 20 augusti – 128 personer omkommer då ett tjeckoslovakiskt krigsflygplan störtar över Damaskus, Syrien [8].
- 27 augusti – LO-ekonomen Rudolf Meidner lägger fram ett förslag om löntagarfonder (med samma titel) som ska ge löntagarnas organisationer aktiemajoriteten i företag med fler än hundra anställda [9]. Anna Hedborg och Gunnar Fond är medförfattare.
- 31 augusti – Den blåa linjen på Stockholms tunnelbana invigs mellan Hjulsta och Kungsträdgården via Solna centrum. Linjen går via ett 2005 avstängt spår genom SL:s hall i Rissne.

### September
- September – Harpsundsekan förses med flytvästar då USA-senatorn Hubert Humphrey besöker Sverige och träffar Olof Palme, sedan en sexårig TV-tittare uppmärksammat hur slarvig man var med säkerheten i Harpsundsekan, efter intensiv propaganda för flytväst [25].
- Hösten - Amerikanen Jim Andrews värvas till Solna Basket [26].
- 3 september – Inbördeskrig i Libanon [4].
- 5 september – London Hilton-hotellet bombas av provisoriska IRA; 2 personer dödas och 63 skadas.[27]
- 6 september – 3 000 personer dör vid ett jordskalv i Turkiet.[28]
- 19 september – Stora protester äger rum, när Sverige spelar en tennismatch mot Pinochets Chile. Bland andra Sveriges före detta statsminister Tage Erlander deltar i demonstrationerna [29].
- 26 september – 16 personer omkommer då en amerikansk militärhelikopter störtar över Västtyskland.[8]
- 27 september – Cirka 10 000 personer demonstrerar i Stockholm mot att fem medlemmar ur baskiska separatiströrelsen ETA avrättats i Spanien, dömda för polismord. Olof Palme kallar Francisco Francos regim för "Satans mördare", och Sveriges Spanien-ambassadör kallas hem [6].

### Oktober

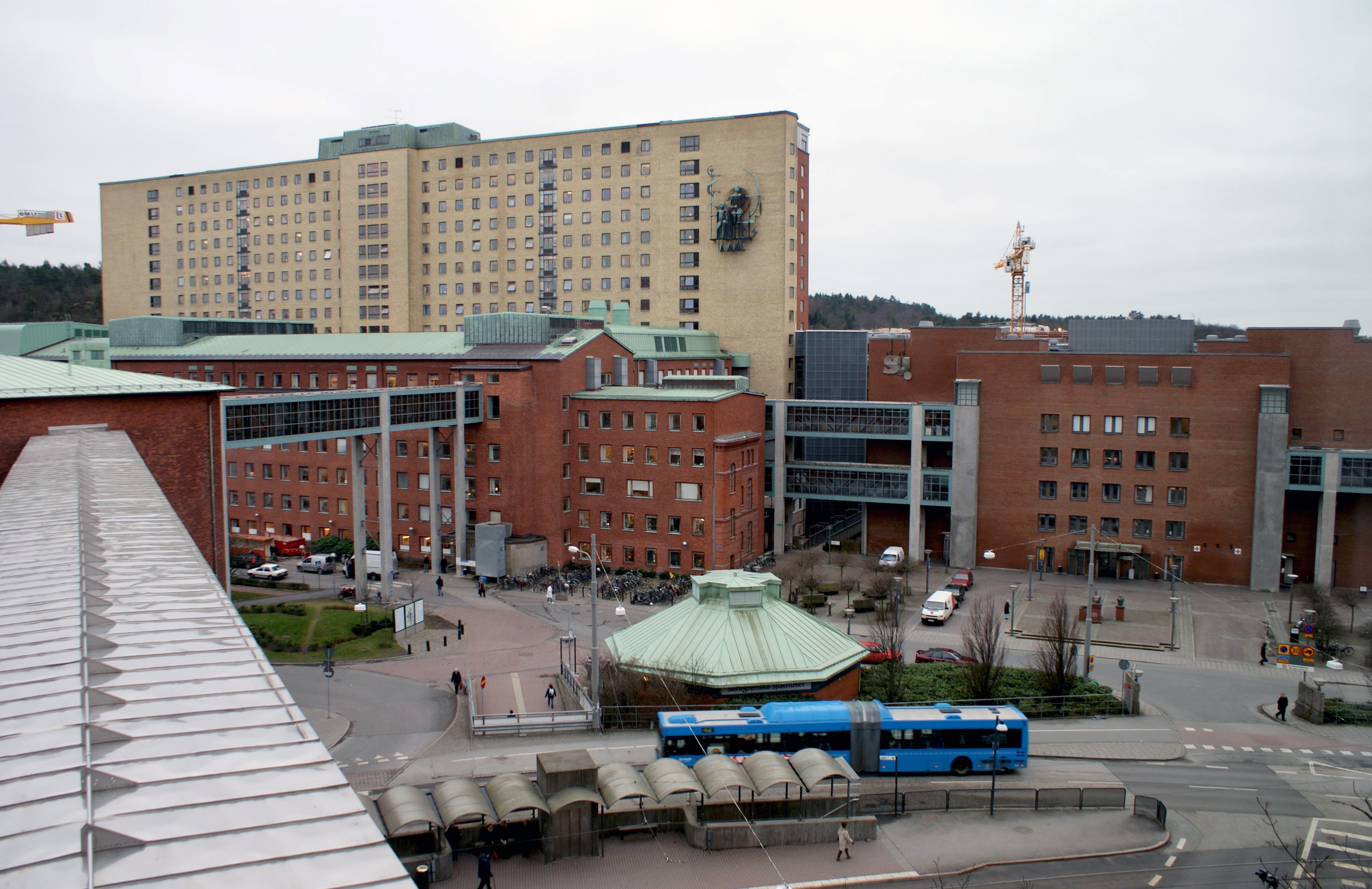
Sjukhusspionaffären.

- 5 oktober – Det avslöjas att de svenska socialdemokraterna varit delaktiga i valutasmuggling till de finländska socialdemokraterna [30].
- 11 oktober – Det första avsnittet av den amerikanska TV-serien Saturday Night Live sänds i USA.
- 12 oktober – En minnesutställning öppnas på Liljevalchs konsthall över Hagalundsmålaren Olle Olsson Hagalunds produktion åren 1930–1970 [31].
- 15 oktober – Svensk polis spränger en välorganiserad narkotikaliga på Sandhamn i Stockholms skärgård, ledd av källarmästaren på seglarrestaurangen i Sandhamn [13].
- 22 oktober
  - I en artikel i Aftonbladet påstås att en agent för SÄPO har spionerat på anställda vid Sahlgrenska Universitetssjukhuset.[32]
  - Finlands president Urho Kekkonen besöker kung Carl XVI Gustaf [33].
- Kung Carl XVI Gustaf genomför sin första Eriksgata [34].
- 24 oktober – Kvinnostrejk på Island, uppskattningsvis 90 procent av kvinnorna deltar.
- 30 oktober – 72 personer omkommer och 78 överlever då ett jugoslaviskt charterflygplan störtar vid Prag, Tjeckoslovakien.[8]

### November
- 1 november – Tre människor dödas vid en explosion på en norsk oljeplattform i Ekofiskfältet [9].
- 4 november – Chilenska Antarktis blir en provins i Chile.[35]
- 6 november – Ett argentinskt tankfartyg får grundkänning utanför danska ön Saltholm i Öresund och 100 ton olja läcker ut och skadar svenska kusten mellan Viken och Höganäs, samt Ven [5].
- 7 november – 14 personer omkommer vid en explosion i nederländskt oljeraffinaderi [8].
- 7 november
  - I Sverige väljs Per Ahlmark till Folkpartiets ordförande efter Gunnar Helén [7].
  - En gasläcka i ett raffinaderi utanför Maastricht, Nederländerna orsakar våldsam explosion med svåra skador som följd [5].
- 8 november – Myteri utbryter på den sovjetiska fregatten Storozjevoj i Östersjön. Fartyget sätter kurs mot Sverige innan det stoppas av sovjetiska styrkor.

- 11 november

Angola.

  - Angola blir självständigt från Portugal efter nära 500 års portugisiskt kolonialstyre [9].
  - Australiens dåvarande premiärminister Gough Whitlam avskedas efter en konstitutionell kris.

Surinam.

- 20 november – Juan Carlos I blir Spaniens statschef [9].
- 25 november – Surinam blir självständigt från Nederländerna [36].

Östtimor.

- 28 november – Östtimor blir självständigt från Portugal [37].
- 29 november – Sex personer i Formel 1-stallet Embassy Hill avlider i en flygolycka, bland annat Graham Hill.

### December
- 7 december – Östtimor invaderas av Indonesien [37].
- 9 december – Sveriges riksdag beslutar att invandrare som bott i Sverige i mer än tre år, får rösträtt och blir valbara till kommun, landsting och kyrkofullmäktige [6] från 1976 års svenska val.
- 10 december – Kulturhuset i Borås invigs.
- 14 december – 25-årige Lars-Erik Ericsson slår igenom i svenska ishockeylandslaget då han gör 2-0 mot Tjeckoslovakien, matchen slutar 5-5 [38].
  - 21 december – Terrorister ledda av Ilich Ramírez Sánchez stormar ett OPEC-möte i Wien, kidnappar ministrarna och tvingar till sig ett flygplan som åker till Algeriet.[39]
  - Sverige vinner för första gången Davis Cup i tennis, med Björn Borg som en av nyckelspelarna [9].
- 24 december – Tage Danielssons animerade kortfilm Karl-Bertil Jonssons julafton sänds för första gången i svensk TV.
- Vintern - Transportarbetareförbundets ordförande Hans Ericson åker på semester till Kanarieöarna, trots pågående turistbojkott av Francodiktaturens Spanien.
- 25 december – Brittiska hårdrocksbandet Iron Maiden bildas.
- 26 december – 4 personer omkommer då en personbil krockar med ett motorvagnståg utanför Mellerud, Sverige [8].
- 27 december – Vid en explosion i en kolgruva i Indien dödas cirka 700 personer [8].
- 29 december – Norska supertankern MS Berge Istra sjunker efter explosion, och 30 personer omkommer [8].
- 30 december – Malagasy byter namn till Madagaskar [40].
- 31 december – Frankrike erkänner Komorerna.[21]

### Okänt datum
- Ett domstolsutslag möjliggör legaliseringen av marijuana för personligt bruk i Alaska i USA [41].
- Vissa medlemmar av Jehovas vittnen, baserade på samfundets kronologi,[42] tror att domedagen sker 1975, och vissa av dem säljer hus och ägodelar för att skapa det paradis de tror skall ske då Jesus upprättar "Guds rike på Jorden".
- Nederländerna utökar den obligatoriska utbildningen till att omfatta 10-årig skolplikt.
- Sverige ansluter sig till Internationella energiprogrammet (EPI).
- Den svenska regeringen och mittenpartierna når en ny skatteöverenskommelse. Inkomstskatten sänks.
- En ny svensk steriliseringslag antas, vilken innebär att varje svensk medborgare över 25 år på egen begäran kan bli steriliserad. Något annat skäl till sterilisering tillåts inte.
- De sista resterna av den hyresreglering som infördes i Sverige under andra världskriget avvecklas. Systemet med bruksvärdeshyror införs fullt ut.
- Sverige väljs in i FN:s säkerhetsråd för andra gången.
- Sverige deltar aktivt i Helsingforskonferensen, som förbättrar relationerna till både Sovjetunionen och USA.
- Sveriges statsminister Olof Palme försäkrar i FN:s generalförsamling Sveriges stöd för en ny, ekonomiskt rättvis världsordning.
- Parallellt byter Grupp Viktoria i Stockholm och Liga Lesbia i Göteborg namn till Lesbisk Front vilket ger upphov till en mer radikal kamp för lesbiskas rättigheter i samhället.
- Sveriges riksdag inför litteraturstöd, för att främja kvalitet och mångsidighet i bokutgivningen.
- Sveriges Lokalradio AB startas [43] då Sveriges riksdag beslutar om att införa lokalradiosändningar i 24 områden.
- Nordiska Investeringsbanken grundas.

## Födda

### Första kvartalet

#### Januari
- 1 januari – Markoolio (egentligen Marko Kristian Lehtosalo), svensk artist, rapmusiker och skådespelare.
- 2 januari
- Oleksandr Sjovkovskyj, ukrainsk fotbollsmålvakt.
- Dax Shepard, amerikansk skådespelare.
- 3 januari
  - Thomas Bangalter, fransk musiker, medlem i Daft Punk.
  - Danica McKellar, amerikansk skådespelare.
- 5 januari – Bradley Cooper, amerikansk skådespelare.
- 9 januari – Cristian Salazar Campos, svensk musiker.
- 11 januari – Timbuktu (egentligen Jason Diakité), svensk sångare och låtskrivare.
- 15 januari – María del Mar Rodríguez Carnero, La Mari, spansk artist, medlem i Chambao.
- 17 januari – Olof Wretling, svensk skådespelare.
- 18 januari – Kristoffer Appelquist, svensk ståuppkomiker och programledare.
- 20 januari – Daniel Larsson, svensk skådespelare.
- 24 januari – Hanna Hedlund, svensk sångerska.
- 25 januari
  - Dat Phan, vietnamesisk skådespelare.
  - Tim Montgomery, amerikansk friidrottare.
- 27 januari – Måns Möller, svensk ståuppkomiker.
- 29 januari – Sara Gilbert, amerikansk skådespelare.
- 30 januari – Magnus Bäckstedt, svensk cyklist.
- 31 januari – Preity Zinta, indisk skådespelare.

#### Februari
- 4 februari – Natalie Imbruglia, australisk sångerska.
- 6 februari
  - Simon Dahl, svensk beachvolleyspelare.
  - Johan Löfstedt, svensk regissör, producent, klippare, ljudtekniker.
- 15 februari – Timo Heinonen, finländsk samlingspartistisk politiker.
- 17 februari – Martin Ručinský, tjeckisk ishockeyspelare.
- 18 februari – Christo Zjivkov, bulgarisk skådespelare, spelade i The Passion of the Christ.
- 20 februari – Brian Littrell, amerikansk musiker, medlem i Backstreet Boys.
- 22 februari
  - Drew Barrymore, amerikansk skådespelare.
  - Mathias Franzén, svensk handbollsspelare.
  - Johan Svangren, svensk skådespelare.
- 24 februari – Juho Eerola, finländsk politiker.
- 25 februari – Chelsea Handler, amerikansk skådespelare
- 26 februari – Per-Johan Axelsson, svensk ishockeyspelare.

#### Mars
- 2 mars – Noriyuki Haga, japansk roadracingförare.
- 5 mars – Kenneth Sandvik, finsk (åländsk) styrkelyftare, världsmästare i bänkpress.
- 9 mars – Lisa Miskovsky, svensk sångerska.
- 14 mars – Johan Paulik, slovakisk gayporrfilmskådespelare.
- 15 mars
  - Eva Longoria, amerikansk skådespelare.
  - Will.i.am, eg. William James Adams Jr, amerikansk musiker, medlem i Black Eyed Peas.
- 16 mars
  - Sienna Guillory, amerikansk skådespelare.
  - Tachibana Higuchi, japansk serieskapare.
  - Moneybrother (egentligen Anders Olof Wendin), svensk musikartist.
- 18 mars
  - Kimmo Timonen, finländsk ishockeyspelare.
  - Tomas Žvirgždauskas, litauisk fotbollsspelare.
- 24 mars – Thomas Johansson, svensk tennisspelare.
- 25 mars – Sofia Karlsson, svensk musiker.
- 26 mars – Filip Hammar, svensk författare, journalist, DJ och programledare.
- 27 mars – Stacy Ferguson, amerikansk skådespelare och musiker, medlem i Black Eyed Peas.
- 28 mars
  - Shanna Moakler, amerikansk fotomodell och skådespelare.
  - Iván Helguera, spansk fotbollsspelare.

### Andra kvartalet

#### April
- 2 april
  - Fadime Sahindal, svenskt offer för hedersmord.
  - Pedro Pascal, chilensk skådespelare.
- 4 april – Thobias Fredriksson, svensk längdåkare.
- 5 april – Juicy J, amerikansk rappare, låtskrivare och musikproducent.
- 6 april – Zach Braff, amerikansk skådespelare, manusförfattare och filmregissör.
- 9 april
  - Robbie Fowler, engelsk fotbollsspelare (forward).
  - Bertine Zetlitz, norsk popartist.
  - Jimmy Bölja, svensk artist.
- 10 april
  - Malin Baryard-Johnsson, svensk ryttare.
  - Dženan Lončarević, serbisk sångare.
  - David Harbour, amerikansk skådespelare.
  - Rickard Söderberg, svensk operasångare.
- 15 april – Paul Dana, amerikansk racerförare i Indy Racing League.
- 20 april – Lisa Langseth, svensk dramatiker och regissör.
- 22 april – Greg Moore, kanadensisk racerförare.
- 23 april – Jón Þór Birgisson, isländsk musiker, gitarrist och sångare Sigur Rós.
- 26 april
  - Joey Jordison, amerikansk musiker, trummis i Slipknot.
  - Markus Strömbergsson, svensk fotbollsdomare.
- 27 april – Kazuyoshi Funaki, japansk backhoppare.
- 29 april – Eric Koston, amerikansk professionell skateboardåkare.
- 30 april
  - Johnny Galecki, amerikansk skådespelare.
  - Annika Strandhäll, svensk politiker (socialdemokrat).

#### Maj
- 2 maj – David Beckham, brittisk fotbollsspelare.
- 3 maj – Christina Hendricks, amerikansk skådespelare.
- 7 maj
  - Gunhild Carling, svensk jazzmusiker.
  - Lena Strömberg, svensk skådespelare.

- 8 maj – Enrique Iglesias, spansk sångare.
- 9 maj
  - Chris Diamantopoulos, grekisk-kanadensisk skådespelare.
  - Jane Törnqvist, svensk fotbollsspelare.
- 13 maj – Michael Cloud, amerikansk politiker.
- 14 maj
  - Lina Englund, svensk skådespelare.
  - Peder Fogstrand, svensk stureplansikon.
- 16 maj – Ida Wahlund, svensk skådespelare.
- 18 maj – Princessa, spansk sångerska.
- 20 maj – Ralph Firman, brittisk racerförare.
- 21 maj – Marit Bergman, svensk sångerska.
- 22 maj – Janne Niinimaa, finländsk ishockeyspelare.
- 25 maj
  - Lauryn Hill, amerikansk sångerska.
  - Aïssa Maïga, fransk-senegalesisk skådespelare.
- 27 maj
  - Jamie Oliver, brittisk TV-kock – "Den nakna kocken".
  - André 3000, amerikansk Rap-artist.
- 29 maj – Melanie Brown, brittisk sångerska.
- 30 maj – CeeLo Green, amerikansk sångare.
- 31 maj – Sienna Guillory, brittisk skådespelare.

#### Juni
- 4 juni
  - Russell Brand, brittisk komiker, skådespelare och programledare.
  - Angelina Jolie, amerikansk skådespelare.
- 6 juni – Niklas Sundström, svensk ishockeyspelare.
- 7 juni – Allen Iverson, amerikansk före detta basketspelare.
- 8 juni – Shilpa Shetty, indisk skådespelare.
- 16 juni – Frederick Koehler, amerikansk skådespelare.
- 18 juni – Helene Lundström, svensk röstskådespelare, sångerska och låtskrivare.
- 20 juni
  - Özz Nûjen, svensk ståuppkomiker och skådespelare.
  - Josef Säterhagen, svensk skådespelare.
- 23 juni – Bingo Rimér, svensk fotograf.
- 24 juni – Shontel Brown, amerikansk politiker.
- 25 juni – Linda Cardellini, amerikansk skådespelare.
- 27 juni – Tobey Maguire, amerikansk skådespelare.
- 28 juni – Jon Nödtveidt, artist.
- 30 juni – Ralf Schumacher, tysk racerförare.

### Tredje kvartalet

#### Juli
- 2 juli
  - Johan Ehn, åländsk politiker (frisinnad).
  - Erik Ohlsson, svensk designer och musiker, gitarrist i Millencolin.
- 5 juli – Ai Sugiyama, japansk tennisspelare.
- 6 juli – 50 Cent, amerikansk rappare.
- 8 juli – Amara Lingua, indonesisk skådespelare och sångerska .
- 9 juli – Jack White, amerikansk musiker.
- 13 juli – Andreas Lilja, svensk ishockeyspelare.
- 14 juli – Taboo, eg. Jaime Luis Gomez, amerikansk musiker, medlem i Black Eyed Peas.
- 15 juli
  - Ellen Demérus, svensk skådespelare.
  - Kalle Lind, svensk radiopratare och författare.
- 18 juli – Daron Malakian, gitarrist i gruppen System of a Down.
- 19 juli – Martina Montelius, svensk författare.
- 20 juli
  - Birgitta Ohlsson, svensk folkpartistisk politiker.
  - Judy Greer, amerikansk skådespelare.
- 24 juli – Dogge Doggelito (egentligen Douglas Leon), svensk rappare och skådespelare.
- 25 juli – Mortiis, eg. Håvard Ellefsen, norsk musiker.
- 26 juli – Liz Truss, Storbritanniens premiärminister 2022–2022.
- 27 juli
  - Ara Abrahamian, svensk brottare.
  - Alex Rodriguez, amerikansk basebollspelare.
- 31 juli – Henrik Ståhl, svensk skådespelare.

#### Augusti
- 1 augusti – Malin Moström, svensk fotbollsspelare.
- 4 augusti
  - Andy Hallett, amerikansk skådespelare.
  - Rebecka Hemse, svensk skådespelare.
- 7 augusti – Charlize Theron, sydafrikansk skådespelare.
- 12 augusti – Casey Affleck, amerikansk skådespelare.
- 16 augusti – Taika Waititi, nyzeeländsk regissör, manusförfattare, komiker och skådespelare.
- 21 augusti – Alicia Witt, amerikansk skådespelare.
- 30 augusti – Eva Rexed, svensk skådespelare.
- 31 augusti – Sara Ramirez, mexikansk skådespelare.

#### September
- 1 september – Scott Speedman, brittisk-kanadensisk skådespelare.
- 2 september – Magdalena Graaf, svensk sångerska.
- 7 september – Marie-Agnès Gillot, fransk ballerina.
- 8 september – Gustav Funck, svensk dockskådespelare.
- 9 september – Michael Bublé, kanadensisk sångare.
- 15 september
  - Melker Becker, svensk programledare, författare och föreläsare.
  - Peter Bergström, svensk inofficiell medarbetare till Svenska Antipiratbyrån.
- 17 september – Austin St. John, amerikansk skådespelare.
- 18 september
  - Jason Gardener, brittisk friidrottare (sprinter).
  - Jason Sudeikis, amerikansk skådespelare, komiker och manusförfattare.
- 20 september – Juan Pablo Montoya, colombiansk racerförare.
- 23 september – Jaime Bergman, amerikansk fotomodell och skådespelare.
- 26 september – Emma Härdelin, svensk folkmusiker, spelar fiol och sjunger i Garmarna.
- 28 september – Tobbe Blom, svensk trollkarl och TV-programledare.
- 30 september – Marion Cotillard, fransk skådespelare.

### Fjärde kvartalet

#### Oktober
- 2 oktober – Proof (född Deshaun Holton), amerikansk rap-artist och en av medlemmarna i hiphop-gruppen D12. Död 11 april 2006.
- 5 oktober
  - Kate Winslet, brittisk skådespelare.
  - Parminder Nagra, brittisk skådespelare.
  - Scott Weinger, amerikansk skådespelare
- 8 oktober
  - Julia Dufvenius, svensk skådespelare.
  - Tara Reid, amerikansk skådespelare.
- 9 oktober
  - Anders Göthberg, svensk musiker, gitarrist i Broder Daniel.
  - Sean Lennon, amerikansk kompositör och sångare.
- 12 oktober – Marion Jones, amerikansk friidrottare.
- 19 oktober – Lars Winnerbäck, svensk musiker.
- 22 oktober
  - Patrick McHenry, amerikansk republikansk politiker.
  - Jesse Tyler Ferguson, amerikansk skådespelare.

#### November
- 14 november – Travis Landon Barker, trummis i Blink 182, Boxcar Racer och The Transplants.
- 16 november – Jessica Almenäs, svensk programledare och reporter.
- 17 november – Diane Neal, amerikansk skådespelare.
- 18 november – Daniel Bäckström, svensk politiker (centerpartist).
- 26 november – DJ Khaled, amerikansk DJ, musikproducent, radiopratare och skivbolagsdirektör av palestinsk härkomst.
- 29 november – Ģirts Ankipāns, lettisk ishockeyspelare.
- 30 november
  - Waneek Horn-Miller, kanadensisk vattenpolospelare.
  - Mehrdad Minavand, iransk fotbollsspelare.

#### December
- 4 december – Igor Hinić, kroatisk vattenpolospelare.
- 5 december – Daniel Nyhlén, svensk journalist och författare.
- 17 december
  - Milla Jovovich, ukrainsk skådespelare och fotomodell.
  - Pasi Nurminen, finländsk ishockeyspelare.
- 18 december – Sia Furler, australisk sångare.
- 21 december – Viktor Kjellberg, svensk illustratör.
- 27 december – Heather O'Rourke, amerikansk skådespelare.
- 30 december – Tiger Woods, amerikansk professionell golfspelare.

### Okänt datum
- Isabel Ødegård Skolmen, norsk fotomodell, skådespelare, sångare, komiker och konferencier.

## Avlidna

### Första kvartalet

#### Januari
- 1 januari – Kalle Anttila, 87, finländsk brottare.
- 2 januari – Lenn Hjortzberg, 55, svensk skådespelare och regiassistent.
- 3 januari – Arvid Brenner, 67, svensk författare.
- 12 januari – Siv Pettersson, 19, svensk sångerska.
- 24 januari – Erich Kempka, 64, Adolf Hitlers personlige chaufför 1936–1945.
- 25 januari – Gottlob Berger, 78, tysk SS-officer.
- 28 januari – Antonín Novotný, tjeckoslovakisk politiker, president.

#### Februari
- 8 februari – Albin Amelin, 73, svensk konstnär[7].
- 14 februari
  - Julian Huxley, 87, brittisk biolog.
  - P.G. Wodehouse, 93, brittisk författare.
- 17 februari – Bo Kalling, 82, svensk uppfinnare.
- 19 februari
  - Sten Bergman, 79, svensk foskningsresande och författare[7], biolog och zoolog.
  - Luigi Dallapiccola, 71, italiensk tonsättare.
- 20 februari – Vegard Hall, 75, norsk skådespelare.
- 27 februari – Nikolaj Bulganin, 89, sovjetisk politiker.

#### Mars
- 1 mars – Björn Forsell, 59, svensk skådespelare och operasångare.
- 2 mars – Madeleine Vionnet, 98, fransk modeskapare.
- 4 mars – Renée Björling, 76, svensk skådespelare.
- 6 mars – Folke Udenius, 60, svensk skådespelare.
- 10 mars – Aase Ziegler, 68, dansk skådespelare och sångare.
- 13 mars – Ivo Andrić, 82, bosnisk författare.
- 14 mars – Susan Hayward, 57, amerikansk skådespelare.
- 15 mars – Aristoteles Onassis, 69, grekisk skeppsredare.
- 28 mars – Birger Sahlberg, 87, svensk skådespelare.

### Andra kvartalet

#### April
- 4 april – Sven Rydell, 70, svensk fotbollsspelare.
- 5 april
  - John A. Burns, 66, amerikansk demokratisk politiker.
  - Chiang Kai-shek, 87, kinesisk militär och statsman.
- 12 april – Joséphine Baker, 68, amerikansk-fransk dansös, sångerska och komedienn.
- 14 april – Fredric March, 77, amerikansk skådespelare.
- 15 april
  - Charles Journet, 84, schweizisk katolsk teolog och kardinal.
  - Magnus Kesster, 73, svensk skådespelare.
- 17 april – Long Boret, 42, kambodjansk politiker, avrättad.
- 24 april
  - Heinz Hillegaart, 64, tysk diplomat.
  - Andreas von Mirbach, 44, tysk officer och diplomat.

#### Maj
- 5 maj
  - Siegfried Hausner, 23, tysk terrorist.
  - Kenneth Keating, 74, amerikansk republikansk politiker och diplomat.
- 6 maj – József Mindszenty, 83, ungersk kardinal.
- 7 maj – Mary Johnson, 78, svensk skådespelare.
- 14 maj – Ernst Alexanderson, 97, svensk ingenjör.
- 16 maj – Allan Sundwall, 47, svensk skådespelare, inspelningsledare och regiassistent.
- 17 maj – Georg de Gysser, 76, svensk skådespelare och kläddesigner.
- 18 maj – Leroy Anderson, 66, amerikansk kompositör.
- 20 maj – Alfred Neveu, 84, schweizisk bobåkare.
- 22 maj – Konrad Nordahl, 77, norsk fackföreningsledare och politiker.
- 24 maj – Marcel Vacherot, 94, fransk tennisspelare.
- 27 maj – Ezzard Charles, 53, amerikansk boxare.
- 30 maj
  - Michel Simon, 80, schweizisk skådespelare.
  - Marie-Louise Sorbon, 61, svensk skådespelare.
- 31 maj – Georg Achates Gripenberg, 85, finländsk diplomat.

#### Juni
- 1 juni
  - Erich Cuntz, 58, tysk landhockeyspelare.
  - Friedrich Griese, 84, tysk författare.
- 5 juni – Margherita Cagol, 30, italiensk terrorist.
- 18 juni – Hugo Bergmann, 91, israelisk filosof.
- 19 juni – Sam Giancana, 67, amerikansk gangster.
- 22 juni – Per Wahlöö, 48, svensk deckarförfattare och journalist[7].
- 26 juni – Josemaría Escrivá, 73, spansk katolsk präst, grundare av Opus Dei, helgon.
- 27 juni – Robert Stolz, 94, österrikisk kompositör.
- 28 juni – Coke R. Stevenson, 87, amerikansk demokratisk politiker, guvernör i Texas 1941–1947.

### Tredje kvartalet

#### Juli
- 6 juli – Otto Skorzeny, 67, tysk SS-officer.
- 8 juli – Lennart "Nacka" Skoglund, 45, svensk fotbollsspelare[7].
- 9 juli – Franz Six, 65, tysk SS-officer, dömd krigsförbrytare.
- 10 juli – Achille Van Acker, 77, belgisk politiker.
- 18 juli – Åke Ohberg, 69, svensk skådespelare, regissör, producent och sångare.
- 29 juli – James Blish, 54, amerikansk fantasy- och science fiction-författare.
- 30 juli
  - Jimmy Hoffa, 62, amerikansk fackföreningsledare.
  - Ragnvi Lindbladh, 51, svensk skådespelare.
- 31 juli – Per-Axel Branner, 76, svensk skådespelare, regissör, manusförfattare och teaterchef.

#### Augusti
- 5 augusti – Aleksandr Lapauri, 49, rysk dansare och koreograf.
- 7 augusti – Rune Ottoson, 51, svensk skådespelare.
- 8 augusti
  - Cannonball Adderley, 46, amerikansk jazzsaxofonist (altsax).
  - Sune Almkvist, 89, svensk bandyspelare.
- 9 augusti – Dmitrij Sjostakovitj, 68, rysk kompositör.
- 19 augusti – Mark Donohue, 38, amerikansk racerförare
- 21 augusti – Helmer Nerlund, 69, svensk dragspelare och kompositör.
- 27 augusti – Haile Selassie, 83, Etiopiens kejsare 1930–1936 och 1941–1974.
- 29 augusti – Éamon de Valera, 92, irländsk politiker, Irlands president 1959–1973.

#### September
- 4 september – Lilly Berggren, 69, svensk skådespelare.
- 10 september – Ivar Nilzon, 82, svensk lantbrukare och centerpartistisk riksdagspolitiker.
- 12 september – Inga Tidblad, 74, svensk skådespelare [7].
- 15 september – Pavel Suchoj, 80, rysk flygplanskonstruktör.
- 20 september – Saint-John Perse, 88, fransk poet, diplomat, nobelpristagare.
- 25 september – Sten Hedlund, 72, svensk skådespelare och sångare.

### Fjärde kvartalet

#### Oktober
- 3 oktober – Bror Bügler, 66, svensk skådespelare, manusförfattare och regissör.
- 17 oktober – Karl Erik Flens, 62, svensk skådespelare.
- 27 oktober – Rex Stout, 88, amerikansk deckarförfattare.

#### November
- 2 november – Pier Paolo Pasolini, 53, italiensk filmregissör, mördad[13].
- 7 november – Saga Walli, 84, svensk konstnär.
- 14 november – Harry J. Anslinger, 83, amerikansk diplomat.
- 20 november – Francisco Franco, 82, spansk diktator 1939–1975[9].
- 29 november
  - Tony Brise, 23, brittisk racerförare.
  - Graham Hill, 46, brittisk racerförare.

#### December
- 5 december – Gösta Hådell, 72, svensk kompositör, musikdirektör och musiker.
- 7 december – Thornton Wilder, 78, amerikansk författare och manusförfattare.
- 9 december – William A. Wellman, 79, amerikansk flygare, regissör, manusförfattare, skådespelare och producent.
- 17 december – Hound Dog Taylor, 60, amerikansk bluesgitarrist och sångare.
- 23 december – Gustaf Boge, 84, svensk filmfotograf.
- 24 december – Bernard Herrmann, 64, amerikansk filmmusikkompositör.
- 29 december – Sigurd Lewerentz, 90, svensk arkitekt.

## Nobelpris[44]
- Fysik
  - Aage Bohr, Danmark
  - Ben R Mottelson, Danmark
  - James Rainwater, USA
- Kemi
  - John W Cornforth, Australien / Storbritannien
  - Vladimir Prelog, Schweiz
- Medicin
  - David Baltimore, USA
  - Renato Dulbecco, USA
  - Howard M Temin, USA
- Litteratur – Eugenio Montale, Italien
- Fred – Andrej Sacharov, Sovjetunionen
- Ekonomi
  - Leonid Kantorovich, Sovjetunionen
  - Tjalling Koopmans, USA

### Fotnoter
1. ↑  ”World Statesmen (läst 3 april 2011)”. http://www.worldstatesmen.org/Sweden.html.
2. ↑  ”Trafikrutan 13 februari 2009”. http://www.trafiknyktert.nu/visning/Trafikrutan_090213.pdf.[död länk]
3. ↑  75 år Sverige, Carl-Adam Nycop, Bra Böcker, 1976, sidan 247 - Genom nålsögat till Brofjorden
4. 1 2 3  Faktakalendern 2000 – 1975 (Sverige), 1999
5. 1 2 3  Faktakalendern 1997, Semic, 1996
6. 1 2 3 4 5 6  Sverige 1900-talet – 1975, NE, Bra Böcker, 2000
7. 1 2 3 4 5 6 7 8 9 10  Hundra år i Sverige – 1975, Hans Dahlberg, Albert Bonniers, 1999
8. 1 2 3 4 5 6 7 8 9 10 11 12 13 14 15 16 17 18  Faktakalendern 1996, Semic, 1995
9. 1 2 3 4 5 6 7 8 9 10 11 12 13 14  20:e århundrades När Var Hur – 1975, Bernt Himmelstedt, Forum, 1999
10. ↑  Brandon & Brooke (2011) (på engelska). Shadows in the Steam - The Haunted Railways of Britain. Stroud, Gloucestershire: The History Press. sid. 157-158. ISBN 978 0 7524 6184 7
11. ↑  Anno 75, Stockholm 1976, s. 12
12. ↑  ”World Statesmen (läst 7 april 2011)”. http://www.worldstatesmen.org/Monaco.htm.
13. 1 2 3 4 5 6 7  100 år med Aftonbladet – 1975, 1999
14. 1 2 3 4  ”USA:s militära insatser i utlandet”. Arkiverad från originalet den 9 december 2013. https://web.archive.org/web/20131209174005/http://www.history.navy.mil/library/online/forces.htm. Läst 31 januari 2011.
15. ↑  100 år med Aftonbladet – Först segerjubel - sen folkmord, 1999
16. ↑  ”Dags att begrava det multikulturella projektet” (på svenska). Dagens sahmälle. 17 februari 2017. https://www.dagenssamhalle.se/nyhet/dags-att-begrava-det-multikulturella-projektet-31651. Läst 13 februari 2021.
17. 1 2  75 år Sverige, Carl-Adam Nycop, Bra Böcker, 1976, sidan 253 - Skolklass skingrades vid tågkatastrofen
18. ↑  Faktakalendern 2000 – 1975 (Utlandet), Semic, 1999
19. ↑  75 år Sverige, Carl-Adam Nycop, Bra Böcker, 1976, sidan 258 - Frukostäggen steks på taket och 50 grader utanför sovrumsfönstret
20. ↑  75 år Sverige, Carl-Adam Nycop, Bra Böcker, 1976, sidan 253 - Larmkameran vittne vid bankrån i Skåne
21. 1 2  ”World Statesmen”. http://www.worldstatesmen.org/Brunei.html.
22. ↑  75 år Sverige, Carl-Adam Nycop, Bra Böcker, 1976, sidan 256 - 13 toppsocialister träffades på Haga
23. ↑  75 år Sverige, Carl-Adam Nycop, Bra Böcker, 1976, sidan 257 - Landskamp med starka lidelser
24. ↑  King, Wayne (16 augusti 1975). ”Joan Little Acquitted in Jailer's Slaying” (på engelska). The New York Times. https://www.nytimes.com/1975/08/16/archives/joan-little-acquitted-in-jailers-slaying-joan-little-free-in.html. Läst 6 april 2024.
25. ↑  75 år Sverige, Carl-Adam Nycop, Bra Böcker, 1976, sidan 259 -  Säkerheten ökas i Harpsundsekan
26. ↑  75 år Sverige, Carl-Adam Nycop, Bra Böcker, 1976, sidan 265 - Importerade stjärnor satte fart på basket
27. ↑  ”1975: London Hilton bombed”. http://news.bbc.co.uk/onthisday/hi/dates/stories/september/5/newsid_2499000/2499203.stm.
28. ↑  Anno 75, Stockholm 1976, s. 86
29. ↑  75 år Sverige, Carl-Adam Nycop, Bra Böcker, 1976, sidan 260 -  Polisdominans kring tennisarena
30. ↑  75 år Sverige, Carl-Adam Nycop, Bra Böcker, 1976, sidan 263 - Partikassörens pengar, varifrån kom de?
31. ↑  75 år Sverige, Carl-Adam Nycop, Bra Böcker, 1976, sidan 261 -  Regeringens sångkvartett
32. ↑  Christer Isaksson (2007). Ebbe. Mannen som blev en affär. Stockholm: Bonniers. sid. 99. ISBN 978-91-85555-03-1
33. ↑  75 år Sverige, Carl-Adam Nycop, Bra Böcker, 1976, sidan 261 -  Kekkonen studerade älgjakt i Hunneberg
34. ↑  75 år Sverige, Carl-Adam Nycop, Bra Böcker, 1976, sidan 262 -  Första eriksgatan gick i expressfart
35. ↑  ”World Statesmen (läst 3 april 2011)”. http://www.worldstatesmen.org/Chile.html#Magallanes.
36. ↑  ”World Statesmen”. http://www.worldstatesmen.org/Suriname.html.
37. 1 2  ”World Statesmen”. http://www.worldstatesmen.org/East_Timor.html.
38. ↑  75 år Sverige, Carl-Adam Nycop, Bra Böcker, 1976, sidan 264 -  En stjärna tänds i ishockeyrinken
39. ↑  ”100 år med Aftonbladet”. http://wwwc.aftonbladet.se/special/1900/70/terror.html. – Europa skakades av blodiga terrorattacker, 1999
40. ↑  ”World Statesmen”. http://www.worldstatesmen.org/Madagascar.htm.
41. ↑  ”Narkotika”. Arkiverad från originalet den 24 maj 2011. https://web.archive.org/web/20110524131828/http://members.fortunecity.com/simulatorsmusicsite/droger/narkotika.htm.
42. ↑  The Watchtower, 15 August 1968, p.494–501; Awake!, 22 May 1969, p.15; The Watchtower, 15 mars 1980, p.17, para.5–6
43. ↑  Sverige 1900-talet – Kampen om monopolet, NE, Bra Böcker, 2000
44. ↑  ”Nobelpriset”. https://www.nobelprize.org/prizes/lists/all-nobel-prizes/. Läst 10 april 2011.